# 张通 (1956年)
张通（1956年7月—），男，福建屏南人，中华人民共和国政治人物。厦门大学财政金融系财政学专业毕业，在职研究生学历，经济学博士。曾任审计署党组成员、中央经济责任审计工作联席会议办公室主任。第十三届全国人民代表大会山东地区代表、全国人大环境与资源保护委员会委员。

## 生平
1973年3月参加工作。早年曾为福建省屏南县熙岭茶场知青和福建省永安水泥厂工人。1975年9月加入中国共产党。1979年9月从厦门大学财政金融系学习。1983年毕业后进入中华人民共和国财政部工作，历任财政科研所干部，部办公厅干部，部办公厅值班室主任科员，部办公厅值班室秘书，部办公厅部长秘书室主任（服务时任部长刘仲藜），部办公厅党组秘书、部长秘书室主任，地方司副司长，预算司副司长，国库司副司长、司长兼国库支付中心副主任，部办公厅主任，部党组成员、部长助理等职。2009年11月出任湖北省人民政府副省长。
2014年3月，张通调任中央经济责任审计工作联席会议办公室主任、审计署党组成员。5月29日,湖北省第十二届人民代表大会常务委员会举行第九次会议。会议决定:接受张通辞去湖北省副省长职务。
2018年2月24日，当选为第十三届全国人大代表。